# Llengües candoshi-chirino
Les llengües candoshi-chirino és una petita família quasiaïllada de llengües indígenes que s'estenia pel nord del Perú i possiblement sud de l'Equador. Actualment només sobreviu una llengua, el Candoshi-Shapra amb uns 3 mil parlants.

## Classificació interna
L'evidència en favor de la família candoshi-chirino és petita, ja que només el candoshi està sustanciamente documentat. El chirino i el rabona són esmentats en la Relación de la tierra de Jaén (1586), recollit posteriorment en Relaciones geográficas de Indias. En aquesta relació s'esmenten quatre paraules del chirino, que tenen semblances raonables amb el modern idioma candoshi. Quant al rabona es coneixen una llista una mica més extensa amb noms de plantes, entre els termes mencioandos Torero ha trobat similituds amb el candoshi, encara que és adscripció d'aquesta llengua al candoshi-chirino podria ser prematura. La llista provisional de llengües candoshi-chirino seria per tant:
- Candoshi-Shapra (3000 parlants (1981), Datem del Marañón, Alto Amazonas, el Perú)
- Chirino († extint, Amazones, Cajamarca, el Perú)
- Rabona († extint (s. XVI), Zamora Chinchipe, l'Equador)